# Leffard
Leffard é uma comuna francesa na região administrativa da Normandia, no departamento Calvados. Estende-se por uma área de 6,78 km². Em 2010 a comuna tinha 212 habitantes (densidade: 31,3 hab./km²).